# Enjoy the Silence (Lacuna Coil)
Enjoy the Silence è un singolo del gruppo musicale italiano Lacuna Coil, pubblicato il 16 giugno 2006 come secondo estratto dal quarto album in studio Karmacode.

## La canzone
Traccia conclusiva del disco, si tratta di una reinterpretazione dell'omonimo brano inciso dai Depeche Mode nel 1990.

## Tracce
CD 1
1. Enjoy the Silence – 4:08
2. The Edge (Live) – 3:28
3. Fragile (Live) – 4:40
4. Video Interview (Enhanced Video)

CD 2
1. Enjoy the Silence – 4:08
2. To the Edge (Live) – 3:28
3. Fragile (Live) – 4:40
4. Tight Rope (Live) – 4:54

7"
- Lato A

1. Enjoy the Silence – 4:08

- Lato B

1. Silence

Download digitale
1. Enjoy the Silence – 4:06
2. Virtual Environment – 5:23
3. To the Edge (Live) – 3:28
4. Fragile (Live) – 4:40
5. Tight Rope (Live) – 4:54
6. Enjoy the Silence (Live) – 4:22

## Classifiche
| Classifica (2006) | Posizione massima |
| ----------------- | ----------------- |
| Regno Unito       | 41                |